# Ли Сын Джэ
Ли Сын Джэ (кор. 이•승재, англ. Lee Seung-Jae, родился 6 апреля 1982 года в Тэгу, провинция Чхунчхон-Намдо) — южно-корейский шорт-трекист, Участник Олимпийских игр 2002 года. 4-хкратный чемпион мира, неоднократный призёр чемпионатов мира. Окончил Сеульский национальный университет на факультете физического воспитания.

## Спортивная карьера
Ли Сын Джэ начал кататься на коньках как хобби в возрасте 8-и лет, когда учился в 3-м классе начальной школы Сондон в Тэгу. Поскольку он превосходил своих сверстников, он начал свою карьеру спортсмена и сразу же выделился, став членом национальной сборной в возрасте 16 лет на первом курсе старшей школы. Чуть раннее в 15 лет участвовал на своём первом юниорском чемпионате мира в Сент-Луисе, где выиграл на дистанциях 1000 м и 1500 в суперфинале и тем самым обеспечил золотую медаль в многоборье, поделив её с канадцем Франсуа-Луи Трамбле.
Ли дебютировал в национальной сборной в 1999 году, когда учился в 1-м классе старшей школы Сондон в Тэгу, на чемпионате мира в Софии в эстафетной команде, где занял второе место. А в 2000 году на командном чемпионате мира в Гааге выиграл серебряную медаль. В январе 2001 года на очередном юниорском первенстве в Варшаве вновь стал чемпионом в абсолютном зачёте, победив на 1000 и 1500 метров соответственно, а в марте взял бронзу на командном первенстве мира в Минамимаки и в 2003 году повторил в Милуоки.
На Олимпийских играх в Солт-Лейк-Сити Ли участвовал на дистанции 500 метров и был дисквалифицирован в 1/8 финала, а затем была эстафета, где в полуфинале Мин Рен при обходном манёвре толкнул бедром по локтю и плечу канадца Расти Смита, сам вылетел на итальянца Николу Родигари и вместе упали. Мин получил травму спины и был увезён в больницу, но сборную Кореи дисквалифицировали. Так Ли Сын Джэ оказался без медалей Олимпиады. После игр он выиграл золото в эстафете и бронзу на 1500 м на чемпионате мира в Монреале.
В 2003 году на чемпионате мира в Варшаве Ли занял третье место на дистанции 1500 метров и выиграл золото в эстафете, и на командном чемпионате мира в Софии занял 3-е место. Также в том году он участвовал на зимних Азиатских играх в Аомори, где выиграл бронзу на 1000 м и два золота на 1500 и 3000 м. В апреле занял 2-е место в общем зачёте чемпионата Кореи и отобрался в сборную на сезон 2002/03.
На следующий год Ли Сын Джэ выиграл золотую медаль в России на командном чемпионате мира в Санкт-Петербурге, а также на чемпионате мира в Гётеборге в эстафете в составе Ан Хен Су, Сон Сок У и Ким Хён Гона.
Хотя он старался изо всех сил, он не смог воспользоваться возможностью попасть на олимпиаду, потому что он не входил в шестерку лучших финалистов в отборе олимпийской команды Турина 2006 года. Он ещё выступал с перерывами до 2010 года на этапах Кубка мира, в основном на дистанции 500 метров. Всего Ли выступал на Кубке мира с 1999 по 2010 года. За это время он выиграл 15 золотых, 19 серебряных и 23 бронзовых медали.

## Тренерская карьера
Он работал игровым тренером в офисе провинции Чонбук с 2010 года и ушел на пенсию в 2011 году, чтобы работать официальным тренером. Затем, в апреле 2012 года, у него была официальная церемония выхода на пенсию со своим младшим Сон Си Бэкв июне 2012 года Ли Сын Джэ стал техническим тренером в сборной Великобритании по шорт-треку по приглашению Стюарта Хорспула и продолжал тренировать на Олимпийских играх в Сочи и Пхёнчхане.